# Aleksandr Kanarczik
Aleksandr Iwanowicz Kanarczik (ros. Александр Иванович Канарчик, ukr. Олекса́ндр Іва́нович Кана́рчик, ur. 1 sierpnia?/14 sierpnia 1904 we wsi Prirogowka w rejonie wińkowieckim, zm. 22 lub 24 sierpnia 1944 k. Werenowa) – radziecki major, Bohater Związku Radzieckiego (1944).

## Życiorys
Urodzony w ukraińskiej rodzinie chłopskiej. Miał wykształcenie niepełne średnie, był brygadzistą oddziału traktorowego w lespromchozie, w latach 1926–1930 oraz od 1933 służył w Armii Czerwonej. W 1932 ukończył kursy kadry dowódczej, a w 1941 kursy doskonalenia kadry dowódczej, od czerwca 1941 brał udział w wojnie z Niemcami jako zastępca dowódcy, a od października 1941 dowódca 61 samodzielnego batalionu zmotoryzowanego. Walczył na Froncie Briańskim, Centralnym i na Frontach Białoruskich, uczestniczył w operacji mohylewskiej i białostocko-mińskiej, wyróżnił się podczas forsowania Dniepru k. wsi Dobrejka w rejonie szkłowskim, w jednej z walk został ranny. Według polskich źródeł w sierpniu 1944 dowodził 143 samodzielnym batalionem zmotoryzowanym Wojsk Wewnętrznych NKWD i brał udział w pacyfikacjach polskich wsi i zbrodniach na ludności cywilnej oraz w prześladowaniu żołnierzy AK na Grodzieńszczyźnie. Zginął wraz z siedmioma innymi żołnierzami radzieckimi w samochodzie ostrzelanym przez żołnierzy AK dowodzonych przez Jana Borysewicza "Krysię" w rejonie Werenowa.

## Odznaczenia
- Złota Gwiazda Bohatera Związku Radzieckiego (21 lipca 1944)
- Order Lenina (21 lipca 1944)
- Order Bohdana Chmielnickiego III klasy (11 grudnia 1943)
- Order Wojny Ojczyźnianej I klasy (28 października 1943)
- Order Wojny Ojczyźnianej II klasy (13 października 1943)
- Order Czerwonej Gwiazdy (dwukrotnie - 2 października 1943 i 8 października 1943)